# Up All Night (album Razorlight)
Up All Night – debiutancki album zespołu Razorlight. Został wydany 28 czerwca 2004 roku nakładem wytwórni Vertigo. Singlami promującymi płytę były "Rock 'N' Roll Lies", "Rip It Up", "Stumble And Fall", "Golden Touch" oraz "Vice".

## Lista utworów
1. "Leave Me Alone" – 3:50
2. "Rock 'N' Roll Lies" – 3:08
3. "Vice" – 3:14
4. "Up All Night" – 4:03
5. "Which Way Is Out" – 3:18
6. "Rip It Up" – 2:25
7. "Don't Go Back To Dalston" – 2:59
8. "Golden Touch" – 3:25
9. "Stumble And Fall" – 3:02
10. "Get It And Go" – 3:22
11. "In The City" – 4:50
12. "To The Sea" – 5:31
13. "Fall, Fall, Fall" – 2:42
14. "Somewhere Else" – 3:16 (na reedycji w 2005)